# Ain-Ervin Mere
Ain-Ervin Mere (22 de febrero de 1903 – Leicester, 5 de abril de 1969) fue un militar estonio, espía, oficial mayor Obersturmbannführer de la SS y director del Grupo B de la Sicherheitspolizei, Policía de Seguridad en Estonia, organizada por las autoridades de la Alemania nazi durante la ocupación de los países bálticos en la Segunda Guerra Mundial y responsable del asesinato de judíos estonios y oponentes políticos.
Nació en Vändra y luchó voluntariamente en la Guerra de Independencia de Estonia.
Entre 1918 y 1940, Mere sirvió en la Fuerza Aérea estonia, siendo reclutado secretamente en octubre de 1940 como espía por el servicio soviético NKVD operando con el nombre clave de "Müller"., A partir de 1943, fue oficial de la 20.ª Division SS Waffen Grenadier (1.ª Estonia) combatiendo en las batallas de Narva y de Batalla de la Línea Tannenberg. En febrero de 1945, Mere fundó en Berlín el Eesti Vabadusliit junto con el SS-Obersturmbannführer Harald Riipalu. Como director de la Policía de Seguridad, el 5 de septiembre de 1942 fueron asesinadas cerca de 1000 personas en un convoy de Terezin hacia Raasiku. El 7 de agosto de 1942 fueron asesinados todos los judíos que aún permanecían en Novogrudok. Los grupos de la Policía de Seguridad realizaban también labores de apoyo a las unidades nazis durante las redadas en busca de judíos o de escolta hacia los campos de Estonia.
Refugiado en Inglaterra, su extradición fue reclamada en 1961 sin éxito por los soviéticos para su procesamiento por crímenes de guerra.